# مهندس المالك
مهندس المالك أو الذي يُعرف أيضًا باسم مهندس العميل أو مهندس المقرض أو المهندس المستقل  هو مصطلح يشير غالبًا إلى ممثل الشركة المفوضة لمشروع إنشائي أو هندسي. ويشير هذا المصطلح إلى الموظف المشارك في العناية الواجبة الفنية.
وفي أحوال كثيرة يكون مهندس المالك بمثابة طرف ثالث مستقل أو يضطلع بدور المقاولة الفرعية؛ حيث يتعهد بضمان التزام مقاولي البناء والمقاولين الفنيين بشكل كافٍ بمواصفات المشروع. ويملأ مهندس المالك أيضًا الفجوات التي تنشأ في موارد وخبرات المشروع.

## وظيفة إدارة المشروع
بصورة عادية، يختلف دوره عن دور مدير المشروع حيث إنه في الغالب يشارك في مراقبة الجوانب المالية والتجارية الواجبة للأعمال.
وغالبًا ما تتضمن وظائفه ما يلي:
- تقييم المشروع ودراسة الجدوى والتخطيط.
- إدارة ومراقبة عملية الإنشاء.
- التصميم والهندسة.
- تحليل القوائم وتحسين الأداء.
- تركيب واختبار المعدات.
- المراجعة التشغيلية والصيانة.
- تحليل التكلفة والعائد.